# Sante Marie
Sante Marie è un comune italiano di 1 077 abitanti della provincia dell'Aquila in Abruzzo.

## Geografia fisica
Il suo territorio confina con i comuni marsicani di Carsoli, Tagliacozzo e Magliano de' Marsi, a nord-ovest nella val de' Varri si trova il confine con il comune laziale di Pescorocchiano (RI). Per una buona parte è circondato dai rilievi dell'Appennino abruzzese: monte Bove (1346 m s.l.m.), monte Sant'Angelo (1100 m s.l.m.) e monte Faito (1455 m s.l.m.), appartenenti alla catena dei monti Carseolani. Il centro storico, la zona di Casteglio, si trova a 850 metri di altitudine. 
Il territorio circostante si presta molto bene all'escursionismo a piedi e a cavallo grazie ai caratteristici boschi di castagno e a dei sentieri che permettono di raggiungere le frazioni di Castelvecchio, San Giovanni, Santo Stefano, Scanzano e altre località contermini. Nella valle di Luppa si trova l'omonimo bosco e la riserva naturale regionale Grotte di Luppa con l'inghiottitoio e diverse caverne che caratterizzano il territorio.

## Origini del nome
La denominazione Altum (castrum) Sanctae Mariae originariamente stava a identificare un luogo elevato dove era collocato un tempio dedicato alla Vergine. L'agiotoponimo è riportato in documenti storici ecclesiastici, come la bolla pontificia di Papa Clemente III, e civili, come il Catalogus baronum. I termini latini altum e castrum indicavano il piccolo centro fortificato posto in altura.

## Storia

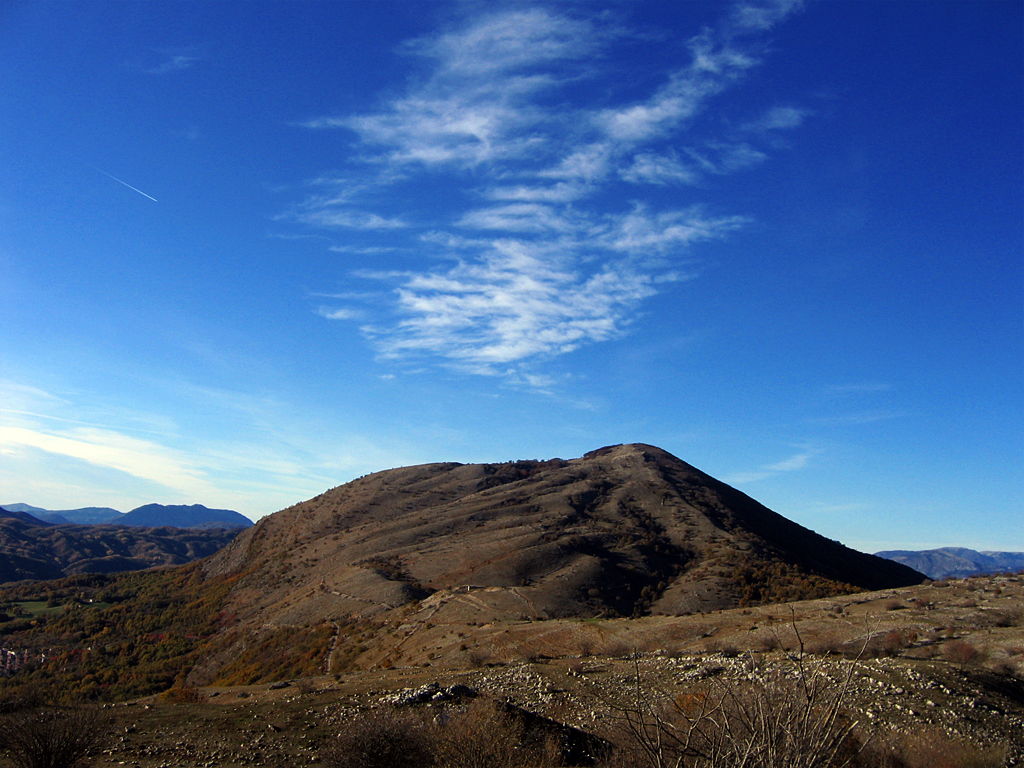
La vetta del monte Faito

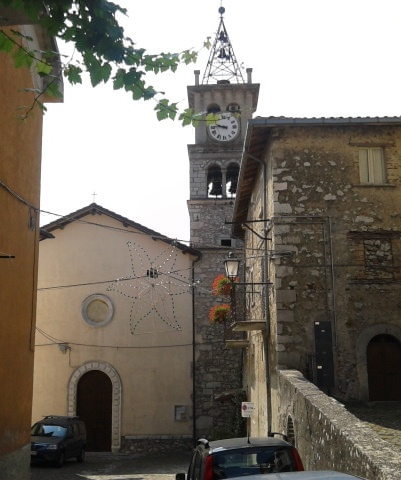
Chiesa di Santa Maria delle Grazie

### Medioevo
Alcune fonti storiche sostengono che l'abitato sia stato fondato prima dell'anno 1000 in seguito alla distruzione operata dai Saraceni nella contrada di Val de' Varri. Ma la più antica testimonianza dell'esistenza del nucleo urbano è del 1187 e si trova nel Catalogus baronum, documento redatto sotto il re normanno Guglielmo II detto "il Buono".
Il borgo risulta citato anche in una bolla di Papa Clemente III del 1188 in cui venivano elencate le chiese marsicane di giurisdizione vescovile tra le quali Sancti Quirici, Sancti Marcelli, Sanctae Mariae, Sancti Nicolai, Sancti Andreae, Sanctae Justae, Sancti Veri e Sancti Joannis in "Alto Sanctae Mariae".
Il borgo di Sante Marie fu incluso tra i possedimenti dei figli di Oderisio De Ponte, Rainaldo signore di Tagliacozzo e Teodino signore di Tremonti. All'indomani della battaglia di Tagliacozzo, risultò investito come feudatario di Sante Marie e Scanzano Francesco De Ponte; nel 1279 invece il signore del luogo fu il conte di Albe, l'angioino Oddone di Tuzziaco (Oddo di Toucy).
Dal 1294 al 1497 feudataria della contea di Tagliacozzo fu la famiglia degli Orsini a cui seguirono i Colonna quando a Ferdinando II di Napoli successe Federico I di Napoli.

### Età moderna

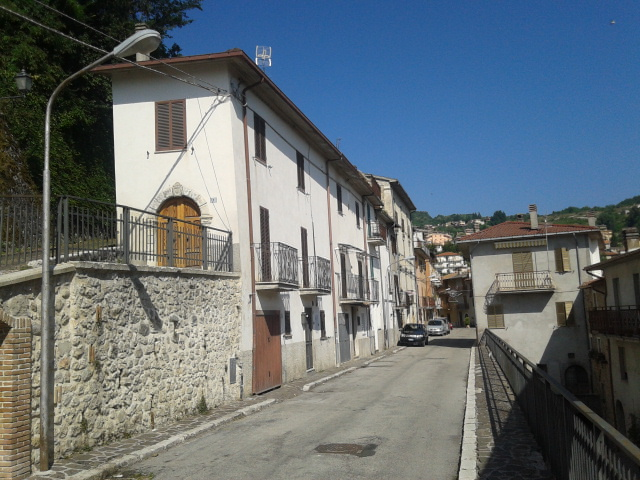
Scorcio fotografico del centro storico

Nel periodo della dominazione colonnese, le terre di Sante Marie, incluse nel ducato di Tagliacozzo, furono sotto il dominio spagnolo. Nel 1743, quando gli austriaci penetrarono nel regno di Napoli, venne registrata la loro presenta anche a Sante Marie. Negli anni a seguire ci fu una carestia (1764) e una grave siccità (1779).
Con l'editto di Saint Cloud (1804) Napoleone Bonaparte stabilì che le sepolture venissero effettuate fuori dalle mura cittadine. Sante Marie si adeguò cessando di seppellire i propri morti nell'ossario della chiesa sepolcrale di San Nicola e aprendo un nuovo cimitero alle porte del paese, successivamente smantellato.
I Colonna rimasero al potere fino al 1806 quando il re di Napoli Giuseppe Bonaparte abolì di fatto il feudalesimo. Pochi anni dopo, nel 1811, il ricostituito comune di Sante Marie venne incluso nel distretto di Avezzano.
Con il ritorno dei Borboni nel 1815 cominciarono ad esser migliorate le vie di comunicazione con il Lazio e i territori limitrofi dell'Abruzzo. La situazione restò tuttavia ancora critica perché agli itinerari che passano per Sante Marie vennero preferiti quelli diretti e provenienti da Avezzano. Nel 1861 Sante Marie si aggregò al Regno d'Italia in seguito ai plebisciti popolari indetti in quello stesso anno nel sud Italia.

### Età contemporanea

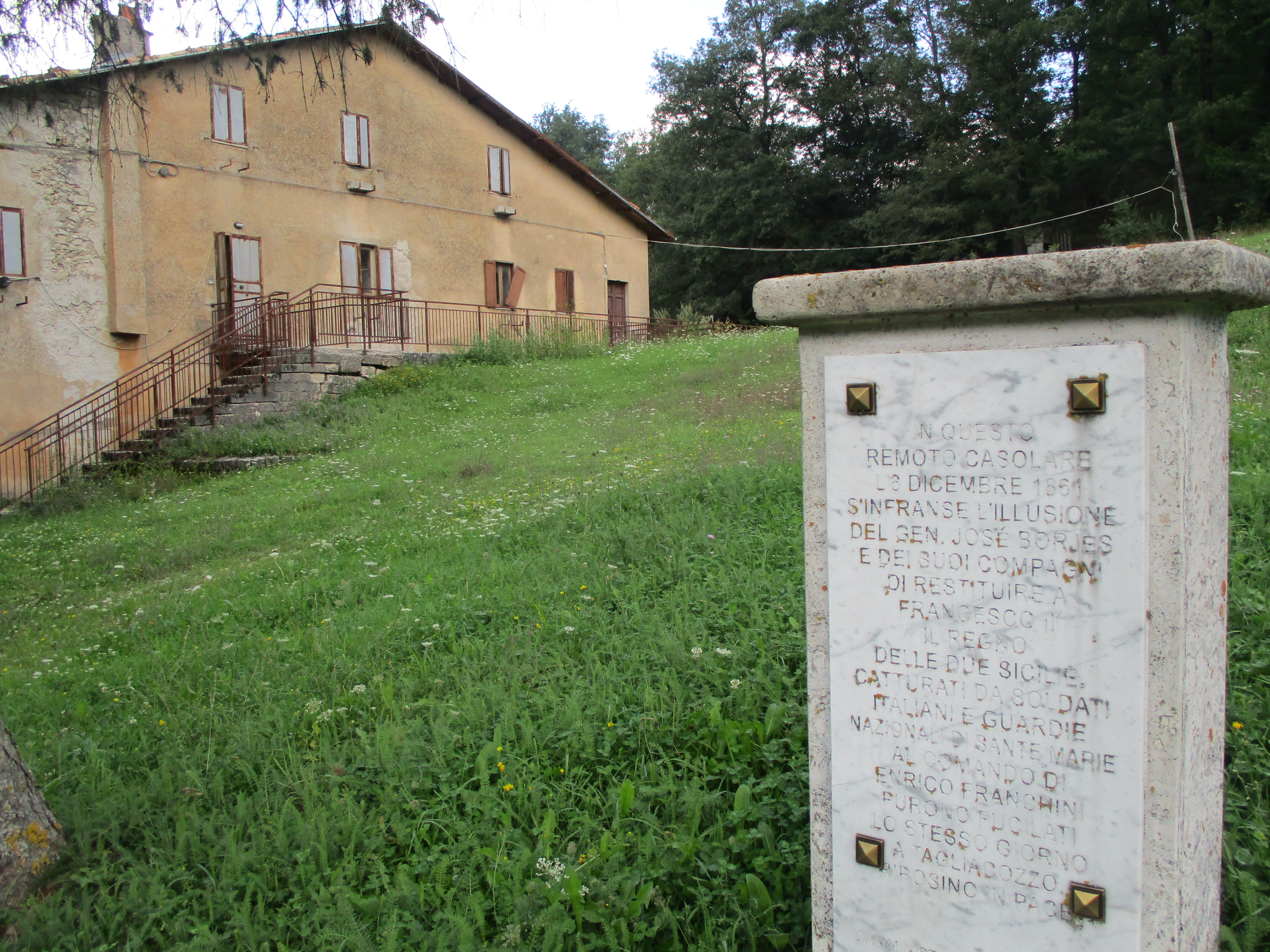
La cascina Mastroddi e la targa in ricordo di José Borjes

Sante Marie destò l'attenzione della nazione quando nel 1861, subito dopo l'Unità d'Italia e nel pieno del brigantaggio postunitario, si trovò a passare in questo territorio il generale catalano José Borjes, ex alleato del brigante lucano Carmine Crocco. Questi, inseguito dalle forze piemontesi, condusse un gruppo di undici soldati fedeli ai Borboni nel tentativo di incontrarsi con il sovrano Francesco II, per informarlo dell'alleanza rotta con Crocco. Egli si servì per la fuga di una guida santemariana che però appena possibile avvisò la guardia nazionale del paese che il generale si trovava in località Casale Mastroddi, in una cascina situata tra Sante Marie e Castelvecchio in valle di Luppa. La guardia nazionale santemariana partecipò all'assalto insieme alle forze militari piemontesi. Borjes e i suoi soldati furono catturati trasportati a Tagliacozzo dove vennero fucilati. I cadaveri vennero bruciati, eccetto quello di Borjés che fu consegnato all'ambasciata francese presso lo Stato Pontificio. Le esequie furono celebrate nella chiesa del Gesù a Roma.
Oltre un secolo dopo il comune fece apporre un cippo nel luogo della cattura in ricordo della figura del comandante Enrico Franchini, dei suoi soldati e delle guardie nazionali di Sante Marie "fidenti nell'Unità d'Italia".
Questo cippo è stato rimosso e sostituito da un'associazione "monarco-borbonica" con un altro che inneggia al martirio del generale Borjes su cui campeggia il vessillo borbonico. Ogni anno presso il casale Mastroddi l'associazione ricorda questo evento in chiave revisionista.
Nel 1868 la frazione di Marano passò sotto il controllo del comune di Magliano de' Marsi.
Nel luglio del 1888 venne inaugurata la ferrovia Roma-Sulmona-Pescara con stazione a Sante Marie. Questa fu una delle opere previste dai governi post-unitari per riammodernare il paese. Tra Colli di Monte Bove e Sante Marie venne scavata la galleria del monte Bove, lunga quasi sei chilometri. Dopo le operazioni di scavo la quantità di terra e roccia venne utilizzata per costruire il terrapieno su cui passa la ferrovia tra Sante Marie e Poggetello, frazione di Tagliacozzo.
La notizia del disastroso terremoto della Marsica del 1915 che all'alba del 13 gennaio sconquassò gran parte del territorio marsicano fu segnalata da Sante Marie soltanto nel tardo pomeriggio. Gli effetti del sisma furono tali da bloccare per diverse ore i rudimentali mezzi di comunicazione dell'epoca. Il paese e le sue frazioni subirono gravi danni, tuttavia, nonostante l'immane tragedia, anche questi territori seppero risollevarsi.

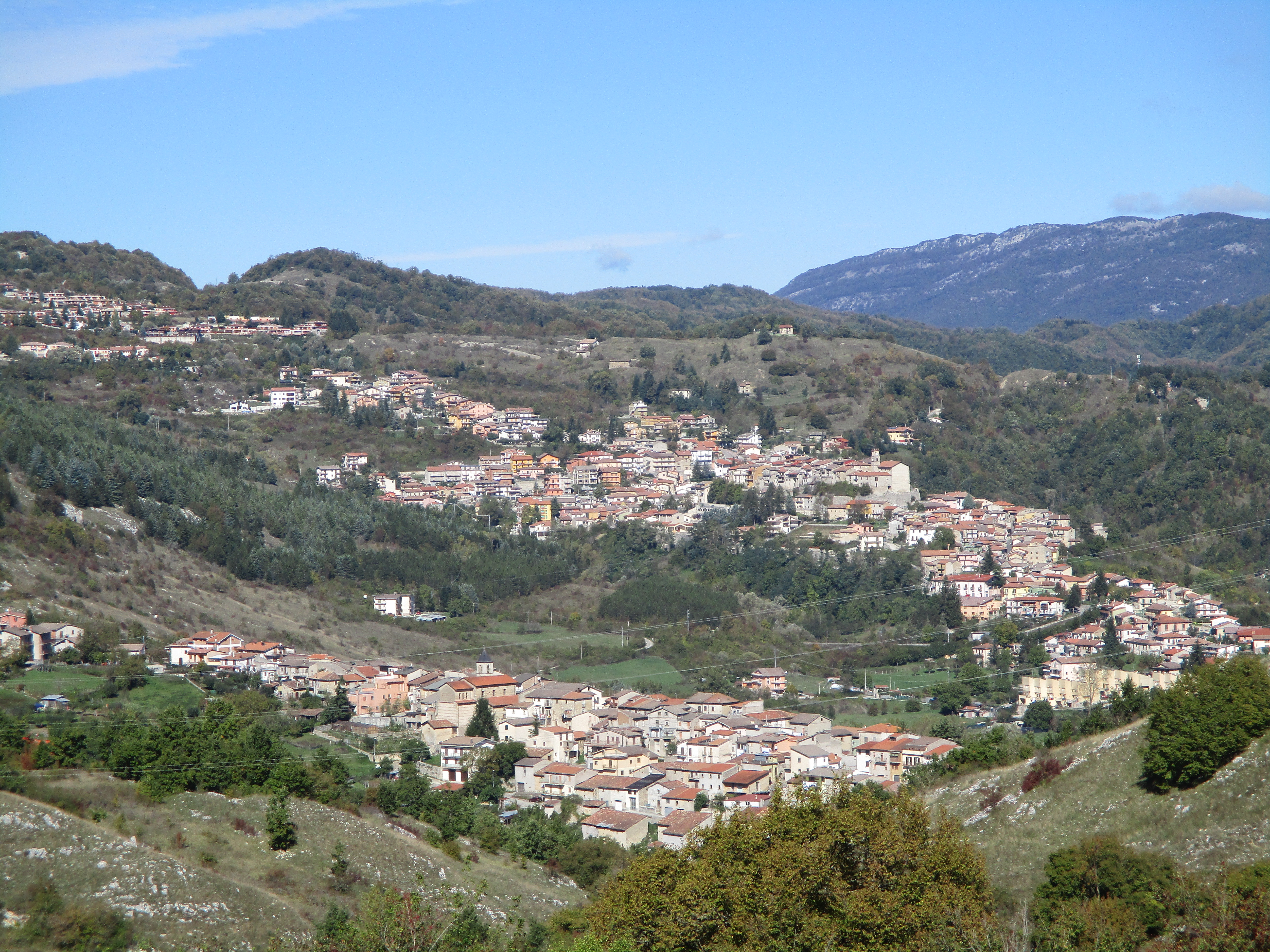
Panoramica di San Giovanni e Sante Marie

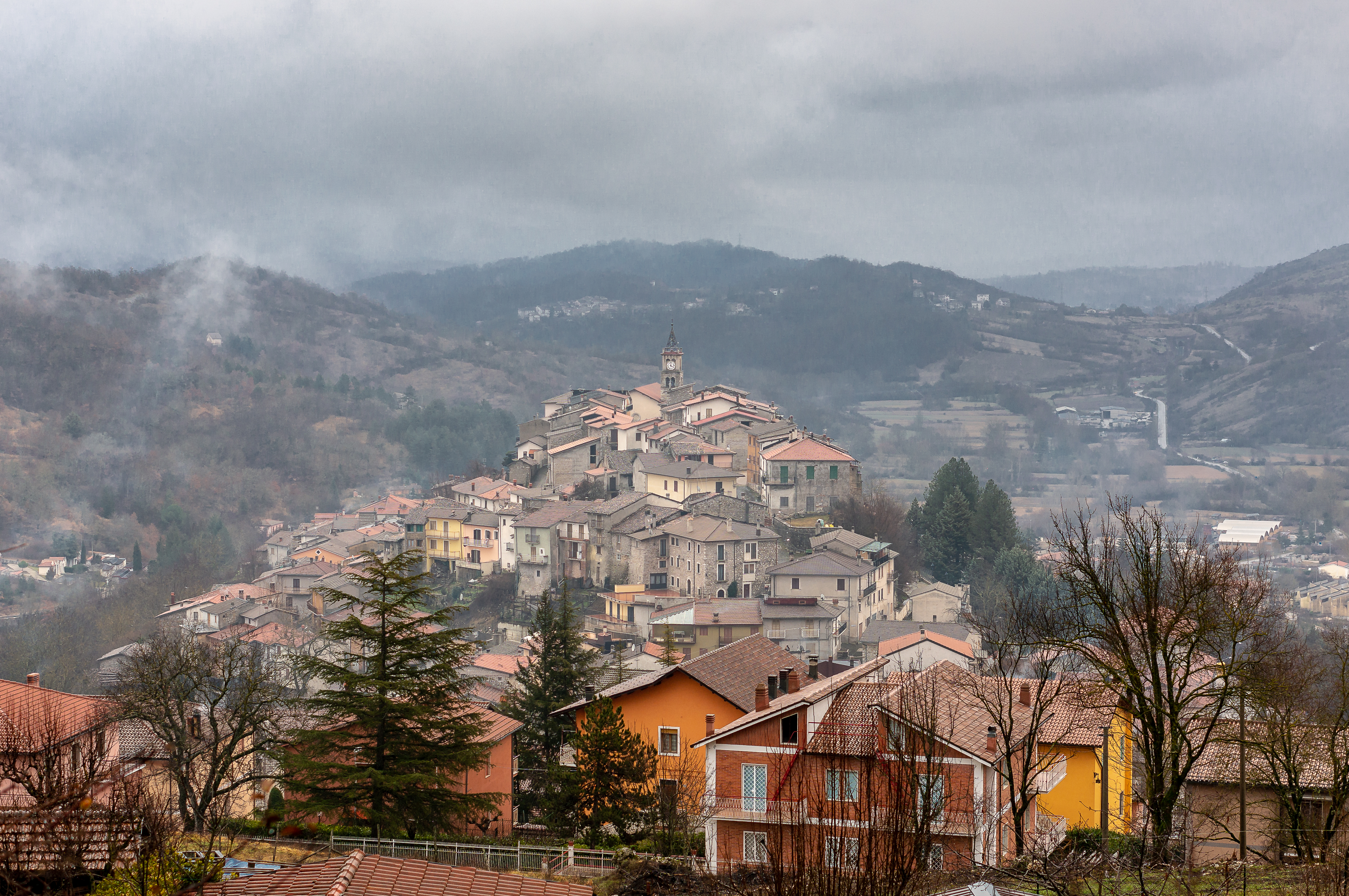
Panoramica del borgo

Il 20 gennaio 1944, verso le ore 10, dodici caccia-bombardieri americani attaccarono il centro storico che in quel periodo, per via degli sfollati da Avezzano, città che fu più volte bombardata, contava più di 2.000 residenti. Quando videro i dodici aerei i cittadini non si preoccuparono di mettersi al riparo perché più volte era successo che passassero aerei per bombardare altre città più grandi, ma quella volta fu diverso. Gli abitanti, sgomenti, ebbero a malapena il tempo di ripararsi nelle loro case. Le vittime furono in totale 28. L'azione fu rapida e durò meno di dieci minuti, un arco di tempo in cui le bombe caddero sul palazzo di Serafino Rossi alla Casata, abbatterono un piano del caseggiato all'angolo tra via delle Tre Cannelle e via Roma e rasero al suolo un intero agglomerato di case in zona Palatera, esattamente a via Como, area ribattezzata "Lo Spallato" per ricordare la distruzione delle bombe. Molte bombe non esploderono subito ma solo la sera procurando ingenti danni alla piazza successivamente intitolata "Largo 20 gennaio".
La causa del bombardamento è forse legata alla presenza nei pressi di Tagliacozzo di una cellula Alleata che segnalava gli spostamenti delle truppe tedesche e gli obiettivi da colpire. A Sante Marie i nazisti avevano requisito la villa dell'avvocato Mari e vi avevano installato un'officina dove lavoravano delle Osttruppen, la villa si trova a circa un chilometro dal paese e a poche centinaia di metri dalla stazione. I tedeschi si dimostrarono subito crudeli nei confronti della popolazione tanto che il quarantasettenne Francesco Di Berardino fu passato per le armi con l'accusa di aver tagliato i cavi del telefono sul monte Faito. Antimo Ermili invece fu ucciso da un colpo di rivoltella mentre reclamava la restituzione del bestiame requisito. Una quarantina di antifascisti si radunò intorno al parroco e capo partigiano don Beniamino Vitale che formò la cosiddetta "banda del Bardo".
Dunque l'obiettivo del bombardamento avrebbe dovuto essere quello di cercare di interrompere la ferrovia Roma-Pescara, bombardando la stazione, e di colpire il comando tedesco presso la villa dell'avvocato Mari ma, forse per via di una segnalazione errata del controspionaggio, gli esiti del bombardamento sono stati ben diversi.
Al momento di ritirarsi la villa dell'avvocato venne fatta saltare in aria con l'esplosivo. Una targa apposta successivamente in una parte della villa non danneggiata in modo irrimediabile ricorda l'occupazione nazista.

## Monumenti e luoghi d'interesse

### Architetture religiose

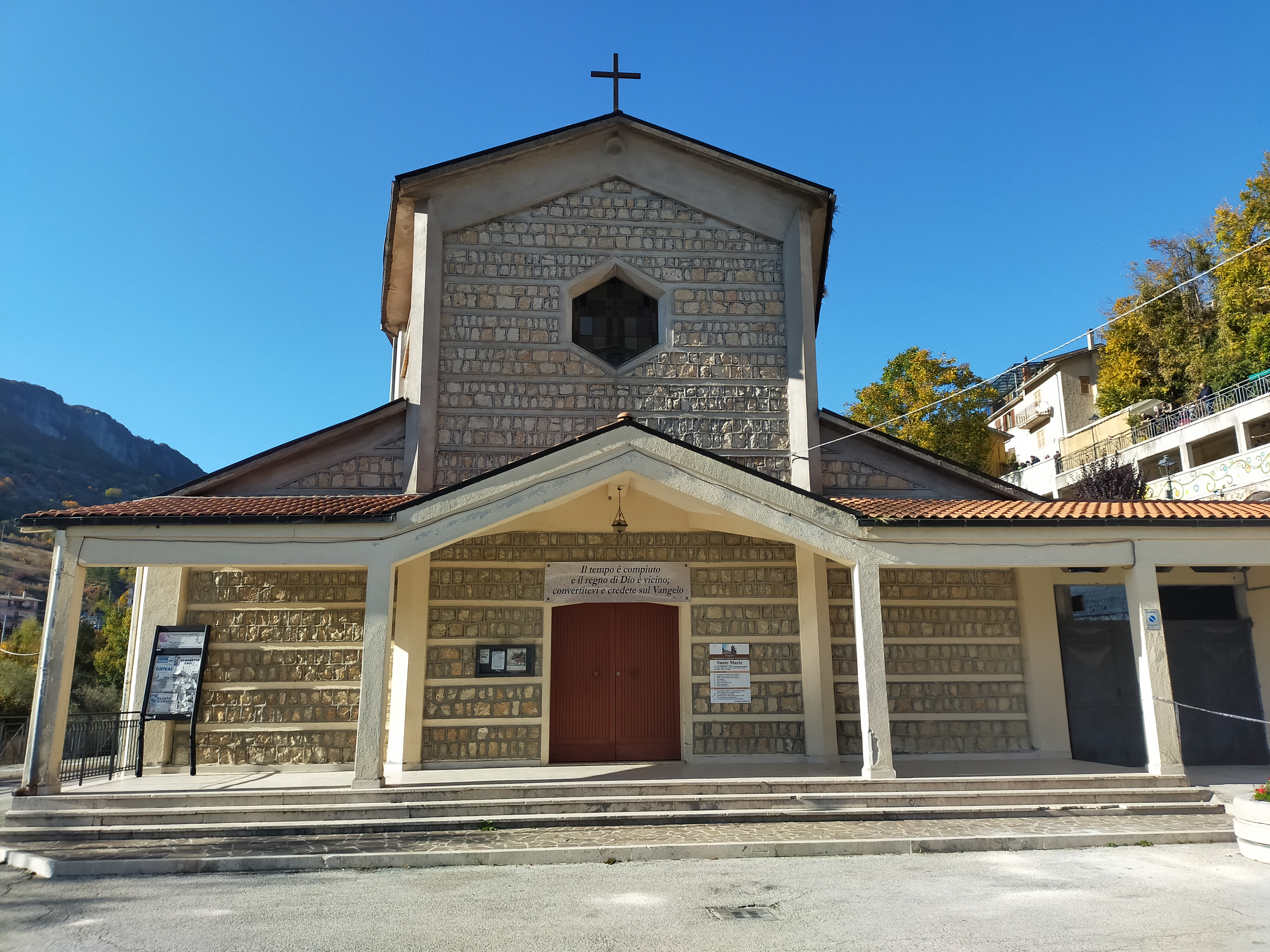
Chiesa del Sacro Cuore di Gesù

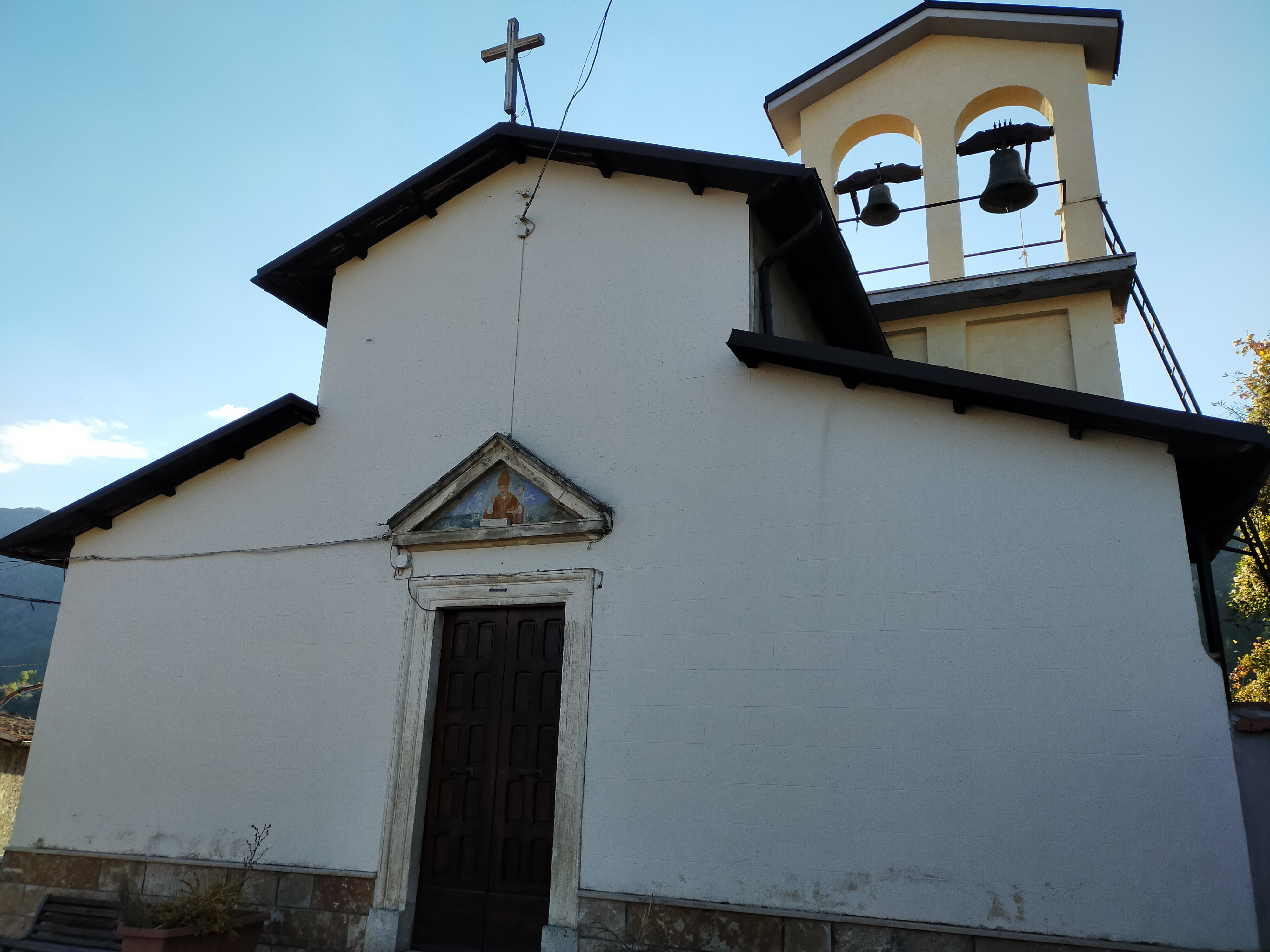
Chiesa di San Nicola

Chiesa di Santa Maria delle GrazieEdificata nel XVI secolo, all'interno presenta altari in stile barocco e diverse pale. Sull'altare maggiore si trova la statua della Madonna in terracotta policroma del Cinquecento; l'organo risale al XVIII secolo.
- Chiesa del Sacro Cuore di Gesù.
- Chiesa di San Nicola.
- Chiesa dell'Immaginuccia.
- Chiesa campestre di San Quirico.
- Chiesa di San Martino a Castelvecchio.
- Chiese di San Giovanni Battista, del Crocifisso e della Madonna della Stella a San Giovanni.
- Chiese di Santo Stefano Protomartire e Madonna della Neve a Santo Stefano.
- Chiese di San Cipriano e Santa Giustina e Santa Maria a Scanzano.
- Chiesa di San Pietro apostolo a Tubione.
- Chiesa di San Michele Arcangelo a Valdevarri[18][19].

### Architetture civili
- Palazzo Colelli, situato nel centro storico.

### Siti archeologici
- Un ocre abitato dagli Equi è stato rinvenuto a ridosso del monte Faito a Santo Stefano[20].
- In località Colle Nerino, tra i paesi di Scanzano e Santo Stefano, è stato individuato un vicus di epoca romana edificato su un preesistente insediamento italico. Non distante da questo si trovano le tracce dei siti d'interesse archeologico di San Martino e del pianoro di Santa Maria, dove è stata rinvenuta l'iscrizione funeraria di Lucio Vezio Varvelo (L. Vetius Varvelus), figlio di Marco della gens Fabia[21].
- Tra il borgo santemariano di Valdevarri e quello di Val de Varri di Pescorocchiano si trovano i ruderi del monastero di San Giovanni in Barri, ultima dimora del beato Tommaso da Celano, primo biografo di San Francesco d'Assisi[20].

### Aree naturali

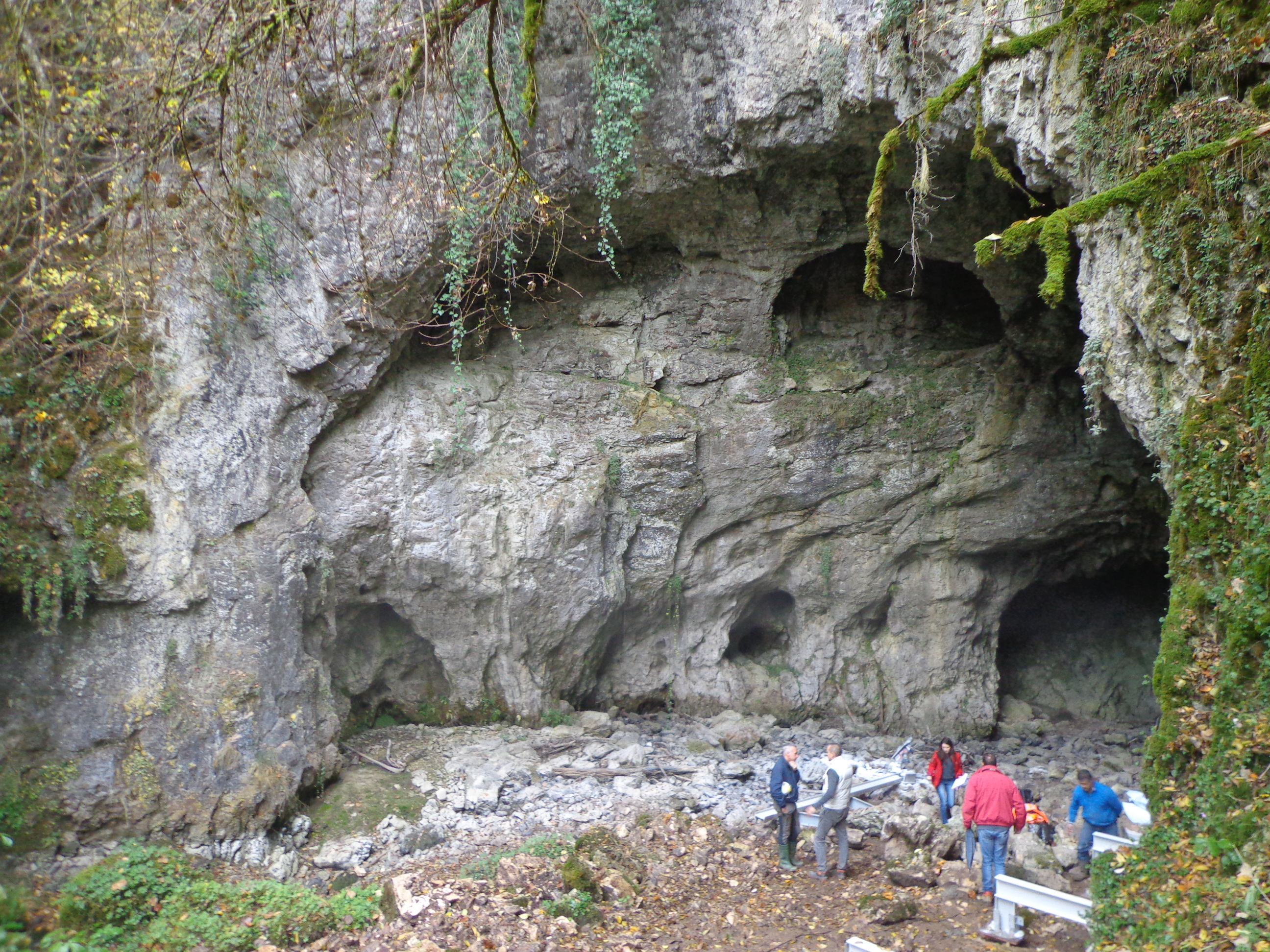
Ingresso dell'inghiottitoio di Luppa

Riserva naturale regionale Grotte di LuppaIstituita nel 2005 è inclusa nei territori in cui confluiscono i monti Simbruini e i monti Carseolani. I rilievi montuosi ubertosi e scoscesi le hanno fatto guadagnare l'appellativo di "Dolomiti d'Abruzzo". Il territorio è caratterizzato da una rilevante circolazione idrica sotterranea. Nel territorio protetto si trova l'inghiottitoio di Luppa e la falesia di Pietra Pizzuta.
Cammino dei BrigantiItinerario costituito da diverse tappe che tocca comuni dell'Abruzzo e del Lazio per un totale di circa 100 chilometri. Il percorso inizia a Sante Marie e tocca altre località del territorio comunale e della Marsica estendendosi fino alla valle del Salto e al Cicolano, riscoprendo la natura, la storia e i luoghi dei briganti posti al confine tra lo Stato Pontificio e il Regno delle Due Sicilie.
Sentiero di CorradinoIl sentiero immerso nel verde dei monti di Sante Marie ripercorre le tappe che il giovane Corradino di Svevia affrontò prima per raggiungere i piani Palentini, dove si scontrò con Carlo I d'Angiò perdendo la decisiva battaglia di Tagliacozzo il 23 agosto 1268, e in seguito quelle della sua fuga verso la valle di Luppa e la piana del Cavaliere.

### Altri luoghi d'interesse
Grande panchinaL'installazione è stata realizzata nel luglio 2022 a circa due chilometri e mezzo dal centro di Sante Marie, in località Fonte Lattero. L'opera, alta tre metri e costruita in ferro e legno dipinto di giallo, si trova nella riserva naturale regionale Grotte di Luppa. La grande panchina di Sante Marie è una delle tante create dall'iniziativa di Chris Bangle, nell'ambito del progetto Big Bench Community Project, nato per sostenere le comunità locali e il turismo.

## Società

### Evoluzione demografica
Abitanti censiti

### Tradizioni e folclore
A metà luglio si svolgono le feste patronali in onore dei santi protettori san Quirico (di cui è custodita una reliquia) e santa Giulitta.
A fine agosto si tengono le celebrazioni religiose in onore di san Nicola e santa Filomena.

## Cultura

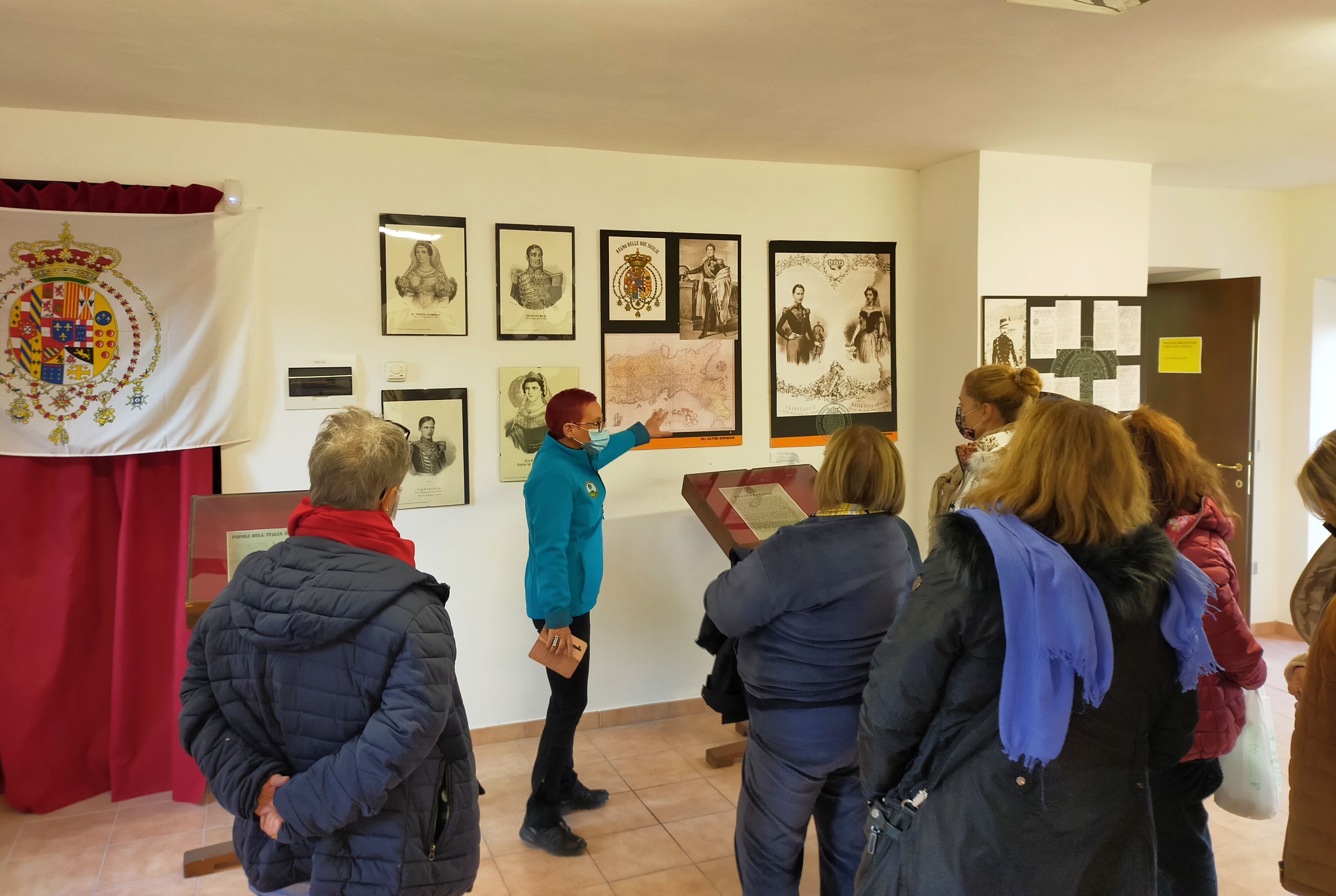
Il museo del brigantaggio e dell'Unità d'Italia

### Musei
Museo del brigantaggio e dell'Unità d'ItaliaOspitato nel settecentesco palazzo Colelli il museo permette di conoscere gli aspetti precedenti e successivi all'Unità d'Italia. Sono esposti abiti e comunicazioni dell'epoca, gli armamenti, la doppia monetazione dei Borboni e dei Savoia e le divise militari di tre eserciti: Pontificio, Borbonico e Savoia.
Museo multimediale di astrofisicaIl Mu.M.A., realizzato all'interno di alcune sale di palazzo Colelli, si propone come una moderna mostra dedicata alle stelle, ai pianeti e alle galassie. Le sale espositive consentono di conoscere il sistema solare, le stelle e l'universo. Il telescopio, dotato di un filtro H-alfa, permette di osservare i fenomeni e i particolari del sole.
Mostra permanente delle radio d'epocaEsposizione permanente di radio storiche inaugurata nel palazzo Colelli l'8 ottobre 2022. In una sala del palazzo, situato nel centro storico del paese, sono esposte radio fabbricate dalla seconda metà del Novecento in poi.

## Geografia antropica

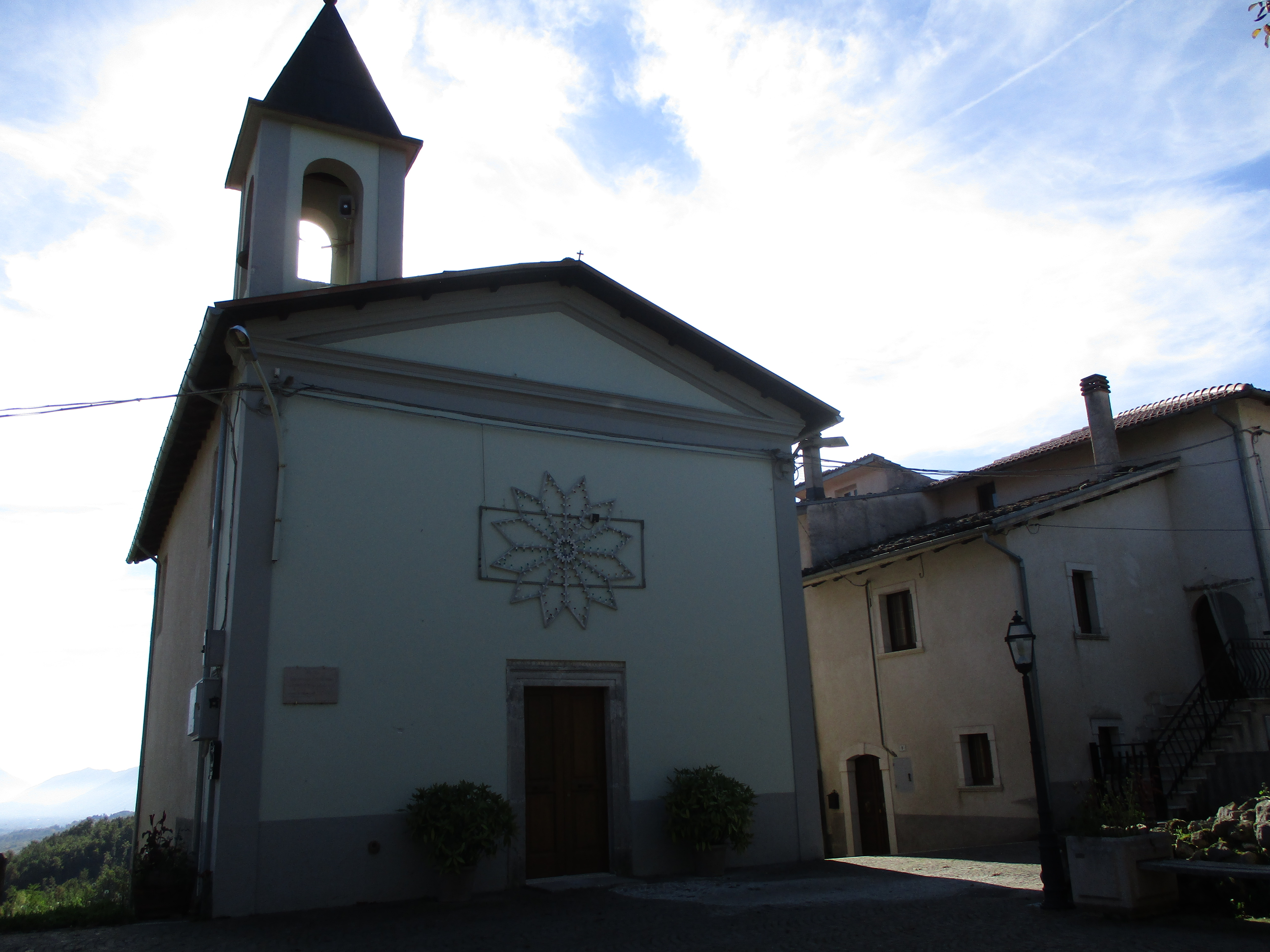
Chiesa di San Pietro a Tubione

### Frazioni
- Castelvecchio
- San Giovanni
- Santo Stefano
- Scanzano
- Tubione: il piccolo centro è citato in alcuni documenti storici come Tublone. La chiesa, situata al centro del paese è intitolata a San Pietro apostolo. Dal 2001 la piazza principale è intitolata al sacerdote don Amabile Corradini[35].
- Valdevarri: il borgo prende il nome dall'omonima valle. Nel settore laziale, nei pressi di Pescorocchiano (RI), si trovano le grotte di Val de' Varri inserite tra i siti di interesse comunitario.

## Economia

### Turismo
Sante Marie fa parte delle associazioni nazionali Città del castagno, Città del tartufo e Borghi autentici d'Italia.

## Infrastrutture e trasporti

### Strade
Sante Marie può essere raggiunta tramite la via Variante "quater" della Tiburtina Valeria costruita tra gli anni sessanta e settanta. L'arteria è un'alternativa al tracciato originario che attraversa il valico del monte Bove.
La via Variante della Tiburtina Valeria collega Sante Marie ai comuni di Tagliacozzo in direzione Avezzano-Pescara e Carsoli in direzione Roma.

### Ferrovie
La linea ferroviaria Roma-Pescara attraversa il comune di Sante Marie servendola con l'omonima stazione situata in località Scalo Sante Marie.

## Amministrazione

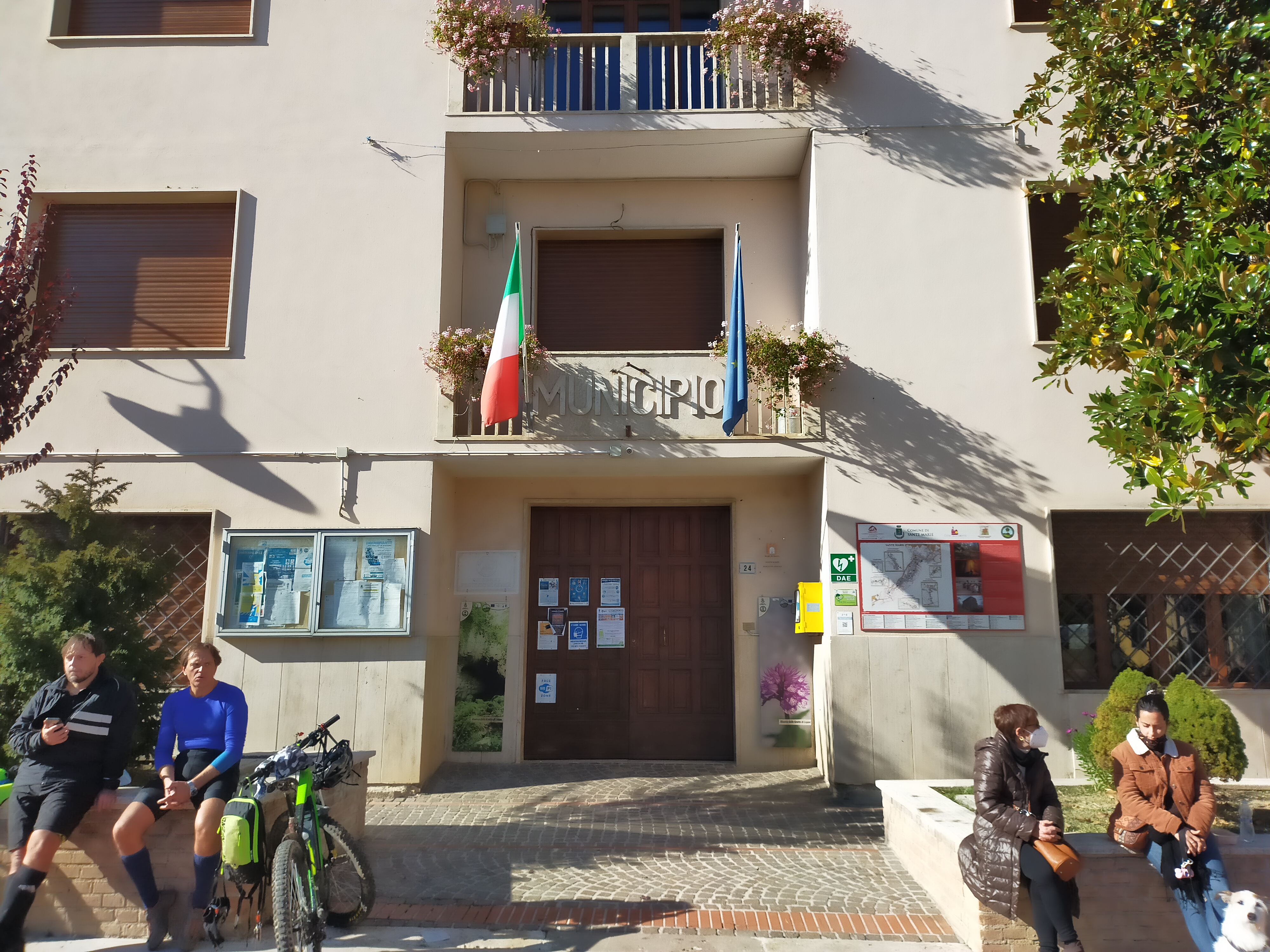
La sede municipale

Sul sito del Ministero dell'interno sono disponibili i dati di tutte le elezioni amministrative di Sante Marie dal 1985 ad oggi.
| Periodo           | Periodo           | Primo cittadino      | Partito                                                     | Carica  | Note |
| ----------------- | ----------------- | -------------------- | ----------------------------------------------------------- | ------- | ---- |
| 23 aprile 1995    | 12 giugno 1999    | Lorenzo Berardinetti | lista civica                                                | Sindaco |      |
| 13 giugno 1999    | 12 giugno 2004    | Lorenzo Berardinetti | lista civica                                                | Sindaco |      |
| 13 giugno 2004    | 28 marzo 2010     | Giovanni Nanni       | lista civica                                                | Sindaco |      |
| 29 marzo 2010     | 30 maggio 2015    | Lorenzo Berardinetti | lista civica                                                | Sindaco |      |
| 31 maggio 2015    | 21 settembre 2020 | Lorenzo Berardinetti | lista civica di centro-sinistra Con impegno verso il domani | Sindaco |      |
| 22 settembre 2020 | in carica         | Lorenzo Berardinetti | lista civica di centro-sinistra Con impegno verso il domani | Sindaco |      |

### Gemellaggi
Vama

## Sport
La "Mezza maratona sui Sentieri di Corradino" è una gara podistica sulla distanza dei 21 chilometri che ripercorre i sentieri di Corradino di Svevia toccando i vari paesi del territorio di Sante Marie e il centro di Tagliacozzo.
Sulla falesia di Pietra Pizzuta, nell'area della riserva naturale regionale Grotte di Luppa, è stato realizzato un sito per l'arrampicata su roccia.